# Fleur East
Fleur East (Londres, 29 de outubro de 1987), também conhecida simplesmente por Fleur, é uma cantora, compositora, rapper, dançarina, e modelo fitness britânica. Ela participou na segunda temporada da competição The X Factor em 2005 como integrante do grupo Addictiv Ladies. Em 2012, ela lançou uma carreira solo com a gravadora Strictly Rhythm e lançou faixas com musicistas de música dance como DJ Fresh e Drumsound & Bassline Smith.
East retornou ao The X Factor como artista solo em 2014 para a décima primeira temporada da competição. Ela terminou como segunda colocada e tornou-se a primeira concorrente do show a atingir o número um na iTunes Store do Reino Unido, devido à sua apresentação de "Uptown Funk" de Mark Ronson e Bruno Mars.
Em 2015, ela assinou um contrato com a Syco Music e começou a trabalhar em um álbum de estúdio que se chama Love, Sax and Flashbacks incluindo seu single Sax, que tocou 99.125.572 no aplicativo Spotify.

## Infância
East é filha de uma mãe ganense e pai inglês e cresceu em Walthamstow, junto da irmã Keshia. Ela frequentou a faculdade Holy Family Technology em Walthamstow e também a Queen Mary University of London, onde ela cursou jornalismo e história contemporânea. Durante uma entrevista para o Daily Mirror, East confessou ter sido vítima de racismo em sua infância.

## Carreira

### 2005–13: Addictiv Ladies e lançamentos independentes
East estava no grupo Addictiv Ladies na série dois do The X Factor, mas foram eliminados na primeira semana. Ela foi apresentada ao produtor musical DJ Fresh através de seu empresário em 2011, e Fresh subsequentemente contratou ela como uma vocalista de uma sessão Live Lounge da BBC Radio 1 de 14 de julho de 2011, onde eles apresentaram um cover da canção "Save the World" de Swedish House Mafia. Em 2012, ela participou da canção "Turn It Up" de Fresh de seu álbum Nextlevelism e viajou em turnê com ele em 2012, incluindo performances durante o V Festival, iTunes Festival e T4 on the Beach.
East firmou-se com a gravadora Strictly Rhythm em janeiro de 2012 e lançou dois singles como artista principal (creditada como Fleur): "Broken Mirror" e "Turn the Lights On". Ela também participou da canção "The One" do disc jockey Horx. Em 2013, ela colaborou com Drumsound & Bassline Smith na canção "One In a Million", que entrou na posição 53 na tabela musical UK Singles Chart, além de ter sido a atração principal da cerimônia Miss Face of Africa EU em Londres. Em dezembro de 2013, East lançou independentemente o extended play She gratuitamente. Uma das faixas do EP, "Super Rich Royals", é um mashup das canções "Super Rich Kids" de Frank Ocean e "Royals" de Lorde.
East trabalhou como garçonete na boate Aura Mayfair para conseguir suporte para sua carreira, e também foi modelo fitness da agência W Athletic, mas lutava com suas finanças. Mais tarde, ela disse que no início de 2014, ela estava "definitivamente deprimida" e considerou que terminou sua carreira musical, até que seus amigos e parentes a encorajou a fazer uma audição para o The X Factor.

### 2014: Retorno aoThe X Factor
Em junho de 2014, East fez um teste para a série onze do The X Factor. Ela cantou "Ordinary People" de John Legend em sua audição e recebeu três votos positivos e mais tarde cantou "Fine China", de Chris Brown, nas audições de arena. East conseguiu ultrapassar os desafios e Simon Cowell foi seu mentor mais uma vez. East apresentou a canção "Bang Bang" de Jessie J, Ariana Grande e Nicki Minaj, fazendo Cowell escolher East juntamente de Jay James e Ben Haenow, que mais tarde tornou-se o vencedor da competição, com East na segunda posição.[carece de fontes?]

### 2015:Love, Sax and Flashbacks
Em janeiro de 2015, East anunciou que tinha assinado um contrato com Syco. Ela esteve desde então trabalhando com vários musicistas incluindo Wayne Hector, The Invisible Men, Jack Splash e TMS. Ela anunciou em julho de 2015 que estava trabalhando em sua primeira coleção de moda com a marca Lipsy London. "Sax", o primeiro single de seu álbum de estreia, foi lançado em 6 de novembro de 2015 e estreou na posição de número 3 no Reino Unido, logo abaixo de "Hello" de Adele e "Sorry" de Justin Bieber. Seu álbum de estreia, Love, Sax and Flashbacks, foi lançado em 4 de dezembro de 2015.

## Estilo musical
East descreve seu estilo musical como "inspirado no urban mas com algumas reviravoltas", e lista Janet Jackson, Beyoncé,  Ciara, Michael Jackson, Alicia Keys, Rihanna, Sade, Emeli Sandé, Jessie Ware, Florence Welch, Dev, Cher Lloyd, Tinashe e Icona Pop como algumas de suas inspirações. O início do trabalho do solo de East foi altamente influenciado pelos artistas de drum e bass Netsky e Matrix & Futurebound.

## Discografia

### Álbuns de estúdio
| Álbum                    | Detalhes do Álbum                                                                         | Melhores posições | Melhores posições | Melhores posições | Vendas     | Certificações |
| Álbum                    | Detalhes do Álbum                                                                         | UK                | IRE               | SCO               | Vendas     | Certificações |
| ------------------------ | ----------------------------------------------------------------------------------------- | ----------------- | ----------------- | ----------------- | ---------- | ------------- |
| Love, Sax and Flashbacks | - Lançado: 04 de dezembro de 2015 - Gravadora: Syco Music - Formato: CD, download digital | 14                | 16                | 12                | - : 92,000 | - BPI: Prata  |

### Extended play
| She - Lançado: dezembro de 2013 - Gravadora: Independente - Formato: Download digital gratuito | \| Faixas \| \| \| \| \| N.º \| Título \| Duração \| \| \| 1. \| "Mirror Mirror" \| 3:50 \| \| \| 2. \| "Look Again" \| 3:02 \| \| \| 3. \| "She" \| 3:51 \| \| \| 4. \| "Echo" \| 4:20 \| \| \| 5. \| "Super Rich Royals" \| 4:00 \| \| |         |  |
| Faixas                                                                                         | |         |  |
| N.º                                                                                            | Título | Duração |  |
| 1.                                                                                             | "Mirror Mirror" | 3:50    |  |
| 2.                                                                                             | "Look Again" | 3:02    |  |
| 3.                                                                                             | "She" | 3:51    |  |
| 4.                                                                                             | "Echo" | 4:20    |  |
| 5.                                                                                             | "Super Rich Royals" | 4:00    |  |

### Singles

#### Como artista principal
| Obra                                                  | Ano  | Melhor posição nas tabelas | Melhor posição nas tabelas | Melhor posição nas tabelas | Melhor posição nas tabelas | Certificações                                                     | Álbum                    |
| Obra                                                  | Ano  | UK                         | AUS                        | IRE                        | SCO                        | Certificações                                                     | Álbum                    |
| ----------------------------------------------------- | ---- | -------------------------- | -------------------------- | -------------------------- | -------------------------- | ----------------------------------------------------------------- | ------------------------ |
| "Broken Mirror" (com a participação de Cutline)       | 2012 | —                          | —                          | —                          | —                          | —                                                                 | Singles sem álbum        |
| "Turn the Lights On"                                  | 2013 | —                          | —                          | —                          | —                          | —                                                                 | Singles sem álbum        |
| "Sax"                                                 | 2015 | 3                          | 25                         | 5                          | 2                          | - BPI: Platina - ARIA: Ouro - BVMI: Ouro - BEA: Ouro - ZPAV: Ouro | Love, Sax and Flashbacks |
| "More & More"                                         | 2016 | —                          | —                          | —                          | —                          |                                                                   | Love, Sax and Flashbacks |
| "Favourite Thing"                                     | 2019 | 80                         | —                          | —                          | 17                         |                                                                   | TBA                      |
| "—" indica uma obra que não entrou na tabela musical. |      |                            |                            |                            |                            |                                                                   |                          |

#### Como artista participante
| "The One" (Horx & P3000 com a participação de Fleur)                        | 2012 | —  | Single sem álbum |
| "One in a Million" (Drumsound & Bassline Smith com a participação de Fleur) | 2013 | 53 | Wall of Sound    |
| "Around and Around" (Cicada com a participação de Fleur)                    | 2014 | —  | Single sem álbum |
| "Could You Be the One" (Wideboys com a participação de Fleur)               | 2014 | —  | Single sem álbum |
| "—" indica uma obra que não entrou na tabela musical.                       |      |    |                  |

### Aparições
| Título                                              | Ano  | Álbum        |
| --------------------------------------------------- | ---- | ------------ |
| "Turn It Up" (DJ Fresh com a participação de Fleur) | 2012 | Nextlevelism |

### Outras canções
| Obra        | Ano  | Melhor posição nas tabelas | Álbum                    |
| Obra        | Ano  | UK                         | Álbum                    |
| ----------- | ---- | -------------------------- | ------------------------ |
| "Breakfast" | 2015 | 168                        | Love, Sax and Flashbacks |